# Amtsbezirk Laygaard
Der Amtsbezirk Laygaard war ein Amtsbezirk im Kreis Apenrade in der Provinz Schleswig-Holstein.
Der Amtsbezirk wurde 1889 aus dem Gutsbezirk Laygaard gebildet. 1910 wurde der Gutsbezirk in die gleichnamige Landgemeinde umgewandelt.
1920 wurde der Amtsbezirk aufgelöst und die Gemeinden aufgrund der Volksabstimmung in Schleswig an Dänemark abgetreten.